# 2015 في ألبانيا
تحتوي هذه المقالة على أهم الأحداث التي شهدتها ألبانيا في 2015، إضافة إلى أهم الشخصيات الألبانية المتوفية في هذه السنة.

## الحكم
- رئيس الجمهورية: بوجار نيشاني.
- رئيس الوزراء: إيدي راما.

## أحداث

### مارس
- أعلنت الحكومة خطة تروم خصخصة شركة النفط الوطنية ألببترول.[1]

## وفيات
- 14 مارس : بترو زيجي، عالم وفيلسوف ومترجم ألباني.